# Алексий (Фролов)
Архиепи́скоп Алекси́й (в миру Анато́лий Степа́нович Фроло́в; 27 марта 1947, Москва — 3 декабря 2013, Москва) — епископ Русской православной церкви; с 5 марта 2010 года — архиепископ Костромской и Галичский, председатель Синодальной Богослужебной комиссии (с 1996 года).

## Биография
Уже с ранней юности обрёл духовного наставника — схиархимандрита Григория (Давыдова).
По окончании средней школы работал в организациях по специальности «техника связи».
С 1970 года работал в храме Святых Апостолов Петра и Павла, что на Яузе.
Под руководством схиархимандрита Григория, а также и схиархимандрита Серафима (Тяпочкина), которого будущий владыка навещал вместе со своим духовником, Анатолий готовился к поступлению в Московскую духовную семинарию. В 1972 году поступил в Московскую духовную семинарию; в 1974 году был зачислен в Московскую духовную академию (МДА).
19 октября 1975 года ректором академии архиепископом Владимиром (Сабоданом) был рукоположён в диакона (целибат); служил в академическом Покровском храме. В том же году стал сотрудником Церковно-археологического кабинета МДА, в котором нёс послушание до 1989 года.
25 марта 1979 года ректором академии был пострижен в монашество с именем Алексий в честь Алексия, человека Божия; восприемником стал архим. Иннокентий (Просвирнин). В том же году окончил академию с присвоением звания кандидата богословия за сочинение «Исповедь в деле пастырского душепопечительства» по кафедре «Пастырское богословие».
С 1980 по 1992 год состоял преподавателем Московской духовной семинарии.
27 сентября 1989 года, на Воздвижение Креста Господня, архиепископом Зарайским Алексием (Кутеповым) в патриаршем Крестовом храме в патриаршей резиденции в Чистом переулке был рукоположён во иеромонаха, возведён в сан архимандрита и назначен настоятелем домового храма во имя преподобного Серафима Саровского в художественно-производственном предприятии Русской православной церкви «Софрино».
В марте 1991 года указом патриарха Алексия II был назначен наместником московского Новоспасского монастыря.

### Архиерейство
16 июля 1995 года постановлением Священного синода ему определено быть епископом Орехово-Зуевским, викарием Московской епархии. Тогда же назначен председателем Синодальной комиссии по делам монастырей с сохранением за ним должности наместника Новоспасского монастыря. 19 августа, в праздник Преображения Господня, в Спасо-Преображенском соборе Новоспасского монастыря за литургией был хиротонисан во епископа патриархом Алексием II, митрополитом Крутицким и Коломенским Ювеналием, архиепископом Могилёвским и Мстиславским Максимом (Крохой), архиепископом Валентином (Мищуком), архиепископом Солнечногорским Сергием (Фоминым), епископом Истринским Арсением (Епифановым), епископом Бронницким Тихоном (Емельяновым), епископом Зарайским Павлом (Пономарёвым), епископом Астраханским и Енотаевским Ионой (Карпухиным) и епископом Верейским Евгением (Решетниковым).
Был председателем комиссии по художественному убранству восстанавливаемого храма Христа Спасителя.
27 декабря 1995 года — председатель Синодальной богослужебной комиссии.
11 октября 1996 года назначен председателем финансово-хозяйственного управления Московского патриархата; 17 февраля 1997 года из-за расформирования финансово-хозяйственного управления освобождён от должности его председателя и назначен председателем Синодальной комиссии по экономическим и гуманитарным вопросам.
18 февраля 1997 года в первый день Архиерейского собора Русской православной церкви 18—23 февраля 1997 года был избран в секретариат Собора.
29 февраля 2004 года патриархом Московским и всея Руси Алексием II был возведён в сан архиепископа
5 марта 2010 года постановлением Священного синода архиепископу Алексию определено быть преосвященным Костромским и Галичским с сохранением за ним должности председателя Синодальной богослужебной комиссии.
26 июля 2010 года решением Священного синода назначен на должность ректора Костромской духовной семинарии.
22 марта 2011 года решением Священного синода освобождён от обязанностей наместника Новоспасского ставропигиального мужского монастыря города Москвы и вскоре утверждён в должности настоятеля (священноархимандрита) Свято-Троицкого Ипатьевского мужского монастыря города Костромы.
С середины 2012 года не совершал богослужений и не участвовал в каких-либо публичных мероприятиях. 13 мая 2013 года указом патриарха Московского и всея Руси Кирилла на время болезни архиепископа Костромского и Галичского Алексия управляющим Костромской епархией назначен епископ Макарьевский Ферапонт (Кашин), викарий Костромской епархии.
3 декабря 2013 года скончался после продолжительной болезни. 5 декабря в Новоспасском ставропигиальном монастыре прошло прощание с архиепископом Алексием. 6 декабря там же состоялось отпевание архиепископа Алексия, которое возглавил архиепископ Истринский Арсений (Епифанов). Погребён в стенах Новоспасской обители рядом с могилами схиархимандрита Гурия (Мищенко) и архимандрита Иннокентия (Просвирнина).

## Общественная деятельность и взгляды
Стоял у истоков благотворительного фонда «Наследие». В течение нескольких лет был духовным руководителем проекта «Русский Лемнос». По его благословению возрождена память о русских страдальцах на греческом острове Лемнос, который в 1920 году стал пристанищем для десятков тысяч русских людей после их исхода из России, охваченной гражданской войной.
Активно участвовал в жизни Российского института стратегических исследований. Был членом общественного совета журнала «Проблемы национальной стратегии», был рецензентом ряда книг, изданных институтом. Некоторые его собственные работы опубликованы в изданиях РИСИ.
6 августа 2008 года в Большом соборе московского Донского монастыря совершил заупокойную литургию и отпевание писателя Александра Солженицына.
Архиепископ Алексий верил в восстановление православной России и говорил, что тяжкие страдания русского народа — это следствие измены России самой себе, своему пути, своему призванию. Считал возвращение России нашей национальной идеей.
Как отмечает издание «Благодатный огонь», архиепископ Алексий был «негласным духовным вождём антиреформаторского движения священства и мирян Москвы. По его благословению и под его непосредственным духовным руководством и председательством весной 2008 года в Москве в стенах Новоспасского монастыря прошло пастырское совещание Московской епархии, посвященное проблеме нарастания модернистских, неообновленческих тенденций в Русской Православной Церкви. <…> Владыка Алексий стоял за верность богослужебной традиции (много лет архиепископ Алексий возглавлял Синодальную богослужебную комиссию), за сохранение церковнославянского языка без каких-либо русификаций и компромиссов. Был строг в отношении к повседневной жизни и высоко спрашивал со своих чад, не ставя большой разницы в требованиях к внутренней жизни мирянина и монаха».
В 2006 году осудил монашеские общины, не принимающие ИНН и отвергающие паспорта как нарушающие церковную иерархию, призвав монашествующих, которые отвергают паспорта, «отказаться от самочиния и самооправдания и признать свою неправоту перед Патриархом и своим Священноначалием».
Знавшие архиепископа Алексия отмечают его молитвенность и нестяжательность.

## Публикации
- Начало учебного года и годичный акт в Московских Духовных школах // Журнал Московской Патриархии. 1981. — № 12 (ЖМП). — С. 24.
- «Ищите прежде Царства Божия» (в Неделю святых праотец) // Журнал Московской Патриархии. 1982. — № 12. — С. 87-88.
- Торжественное юбилейное собрание в Московских Духовных школах [по случаю 25-летия епископской хиротонии Святейшего Патриарха Пимена] // Журнал Московской Патриархии. 1983. — № 2. — С. 45-46.
- Начало учебного года в Московских Духовных школах // Журнал Московской Патриархии. 1983. — № 11. — С. 15.
- Визит в СССР иноков греческого монастыря Параклит // Журнал Московской Патриархии. 1984. — № 11. — С. 54.
- Речь при наречении во епископа // Журнал Московской Патриархии. — 1995. — № 11. — С. 8-9.
- Предисловие // Русские писатели-богословы: Библиографический указатель. — М., 1997. — Вып. 1: Историки Церкви. — С. 3-5.
- Русское монашество // Монастыри — культурные центры Отечества: Научно-информационный сборник. — М.: РГБ, 1997. — Вып. 2. — С. 3-5.
- Архимандрит Иннокентий (Просвирнин) — краевед и археограф // Памяти архимандрита Иннокентия. — М.: Новоспасский монастырь, 1999. — С. 11-18.
- О развитии богослужебной практики и монастырской жизни в Русской православной церкви. Доклад на Архиерейском Соборе Русской православной церкви, 3—8 октября 2004 года // rusk.ru, 05.10.2004
- Слово перед началом учебного года в Костромской духовной семинарии (1 сентября 2011 года) // Ипатьевский вестник. 2016. — № 4 (4). — С. 31-34.
- Духовное завещание // Орлова О. Достигайте любви. О жизни архиепископа Костромского и Галичского Алексия (Фролова). — М., 2023. — С. 421—432.

## Награды
- Орден Дружбы (11 августа 2000 года) — за большой вклад в укрепление гражданского мира и возрождение духовно-нравственных традиций[18]
- Орден святого благоверного князя Даниила Московского II степени
- Орден преподобного Сергия Радонежского II и III степени
- Орден святителя Иннокентия, митрополита Московского и Коломенского, II[19] и III степени